# Robert Rolin Jacquemyns
Robert Adrien Edouard Marie Joseph Rolin Jacquemyns (Saint-Lunaire, 1er décembre 1918 – Liège, 9 avril 1980), est un homme politique belge, membre de la chambre des représentants.

## Biographie
En 1940, il a participé à la campagne des dix-huit jours en tant que capitaine des troupes blindées et a été fait prisonnier de guerre.

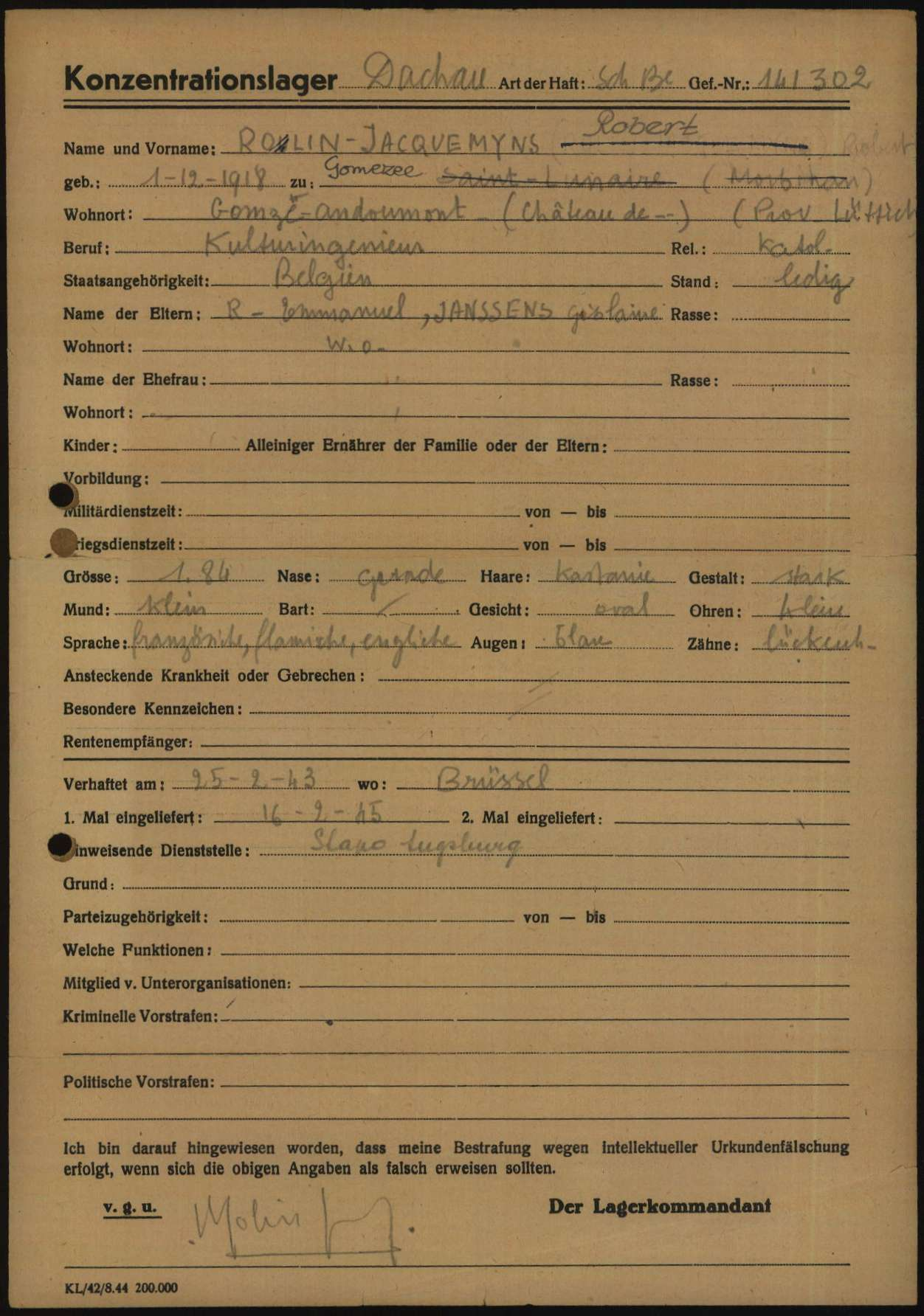
Formulaire d'enregistrement de Robert Rolin Jacquemyns en tant que prisonnier dans le camp de concentration nazi de Dachau

Après sa libération, il devient membre de la Résistance belge, pour laquelle il est arrêté en 1943 et finalement envoyé à Dachau.
Il a obtenu son doctorat en droit et un diplôme en économie de l'Université catholique de Louvain. Il a poursuivi ses études au Rockefeller Institute de New York. Il a épousé en 1947 Eliane Wittouck (1925-2004), fille de Jean Wittouck, président de la Raffinerie tirlemontoise (1901-1984), et de Marguerite Benoist d'Azy.

## Sources
- (nl) Cet article est partiellement ou en totalité issu de l’article de Wikipédia en néerlandais intitulé « Robert Rolin Jacquemyns » (voir la liste des auteurs).